# Cantó de Bois-Guillaume
El cantó de Bois-Guillaume (Canton de Bois-Guillaume) és un cantó francès del departament del Sena Marítim, a la regió de la Normandia. La seua capital és el municipi de Bois-Guillaume.

## Geografia
El cantó de Bois-Guillaume es troba localitzat al districte de Rouen, comprenent els suburbs i les zones rurals del nord de Ruan. La seua altitud sobre el nivell del mar varia des dels 52 metres a Bois-Guillaume fins als 172 metres a Isneauville, tenint el cantó una altitud mitjana de 138 metres.

### Municipis
- Anceaumeville
- Authieux-Ratiéville
- Bihorel
- Le Bocasse
- Bois-Guillaume
- Bosc-Guérard-Saint-Adrien
- Claville-Motteville
- Clères
- Esteville
- Fontaine-le-Bourg
- Frichemesnil
- Grugny
- La Houssaye-Béranger
- Isneauville
- Mont-Cauvaire
- Montville
- Quincampoix
- Saint-Georges-sur-Fontaine
- Sierville

## Història
El cantó de Bois-Guillaume fou originalment creat el 27 de gener de 1982 arran d'una escissió del cantó de Darnétal. Des de la seua creació fins a la reforma cantonal de 27 de febrer de 2014 el cantó comptava només amb tres municipis i després de la reforma, el nombre de municipis passà ser de 19. Amb la reforma, el Sena Marítim passà de tindre 69 cantons a només 35.

## Política i administració

### Consellers departamentals
| Conseller          | Inici del mandat | Fi del mandat | Partit | Partit |
| Pierre Quintard    | 1982             | 1987          |        | DVD    |
| René Seille        | 1987             | 2008          |        | UMP    |
| Gilbert Renard     | 2008             | 2015          |        | UMP    |
| Nathalie Lecordier | 2015             | 2021          |        | DVD    |
| Pascal Martin      | 2015             | 2021          |        | UDI    |

## Demografia
| 1962   | 1968   | 1975   | 1982   | 1990   | 1999   | 2006   |
| 12.084 | 16.634 | 20.186 | 20.847 | 21.727 | 23.349 | 23.858 |
| 2008   | 2011   | 2012   | 2013   | 2018   | 2027   | 2030   |
| 23.764 | 23.611 | 23.689 | 42.630 | 44.952 | -      | -      |
| ------ | ------ | ------ | ------ | ------ | ------ | ------ |